# Partido Pirata (Suécia)

Símbolo do Partido Pirata fundado na Suécia.

Partido Pirata (em sueco:  Piratpartiet) é um partido político sueco fundado em 2006. O rápido crescimento de sua popularidade suscitou a criação de outros partidos, com o mesmo nome e objetivos similares, em vários outros países do mundo. No Brasil, o movimento para criação do Partido Pirata existe desde 2007; em Portugal, desde 2009.
O Piratpartiet é contra as atuais leis de propriedade intelectual e industrial, incluindo copyright e patentes, contra a violação do direito de privacidade e a favor do respeito ao domínio público, da promoção de práticas de copyleft, dos sistemas operativos, livres e das práticas do compartilhamento. Seu fundador, Rickard Falkvinge,  apresenta-se como um ultra-kapitalist.
| “ | Os conservadores não são favoráveis ao capitalismo puro. São uma espécie de covardes social-liberais. (...) Eu me defino como ultracapitalista, e é com base nesse posicionamento que atuo politicamente. (...) A batalha agora acontece no campo dos direitos do cidadão, que é a questão maior. Mais importante que o sistema de saúde, que a educação, que a questão nuclear, que a defesa de toda essa bobagem sobre a qual gira o debate nos últimos quarenta anos. | ” |

## Impacto político

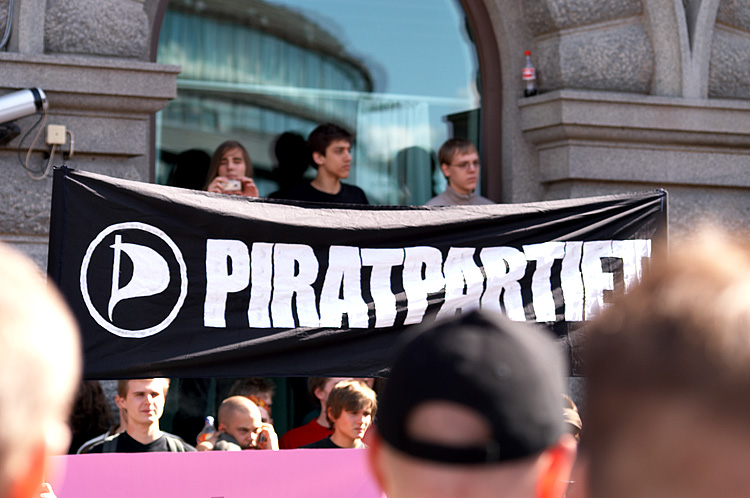
Manifestação do Partido Pirata na Suécia.

O surgimento do Partido Pirata na Suécia, fez que outros partidos passassem a se interessar pelos temas, como o Partido Verde e o Moderado. No entanto, após o julgamento dos fundadores do site The Pirate Bay, o Partido Pirata mostrou que tem uma identidade própria e passou a atrair a atenção dos eleitores do país, em especial os jovens.
O Partido Pirata sueco contava, em 10 de maio de 2006,  com 44.070 filiados, sendo o terceiro maior partido do país em número de membros. Sua juventude, Ung Pirat, contava outros 19.225, sendo a maior do país.
Em 2009, o partido elegeu, um deputado nas eleições para o Parlamento Europeu.